# Medaile 100. výročí narození krále Haakona VII.
Medaile 100. výročí narození krále Haakona VII. (norsky Kong Haakon VIIs 100-årsmedalje) je norská pamětní medaile založená roku 1972 při příležitosti stého výročí narození krále Haakona VII.

## Historie a pravidla udílení
Medaile byla založena při příležitosti oslav stého výročí narození krále Haakona VII. konaných 3. srpna 1972. V hierarchii norských vyznamenání se nachází na 34. místě.
Vyrobeno bylo 250 kusů. Udělena byla však pouze 231 lidem, mezi nimiž byli členové norské královské rodiny, královského dvora, stále žijící členové norské vlády v exilu a velvyslanci jiných zemích působící v Norsku.

## Popis medaile
Medaile kulatého tvaru o průměru 28 mm je vyrobena ze stříbra. Na přední straně je portrét krále Haakona VII., jehož autorem je rytec Ivar Throndsen. Král je zde vyobrazen bez koruny. Při vnějším okraji je nápis HAAKON • VII • NORGES •KONGE. Na zadní straně je královský monogram. Ke stuze je připojena pomocí přechodového prvku ve tvaru královské koruny.
Stuha je červená se stříbrnou sponou s nápisem 1872–1972.